# 降A大調

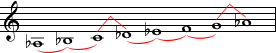
降A大調音階（為全音，為半音）

降A大調是一個基於A♭音的大調，由A♭、B♭、C、D♭、E♭、F、G和A♭組成，調號有四個降號。關係小調是f小調，並行小調是降a小調。
以降A大调写成的音乐作品有肖邦的练习曲作品25第1号、勃拉姆斯第一号交响曲第三乐章、小约翰·施特劳斯的闲聊波尔卡等。